# Kmeťovo
Kmeťovo (Hongaars:Gyarak) is een Slowaakse gemeente in de regio Nitra, en maakt deel uit van het district Nové Zámky.
Kmeťovo telt 960 inwoners.